# Marribaum
Der Marribaum (Corymbia calophylla) ist eine Pflanzenart aus der Gattung Corymbia innerhalb der Familie der Myrtengewächse (Myrtaceae). Sie kommt im Südwesten von Western Australia vor und wird dort „Marri“, „Port Gregory Gum“ oder „Red Gum“ genannt.

## Beschreibung

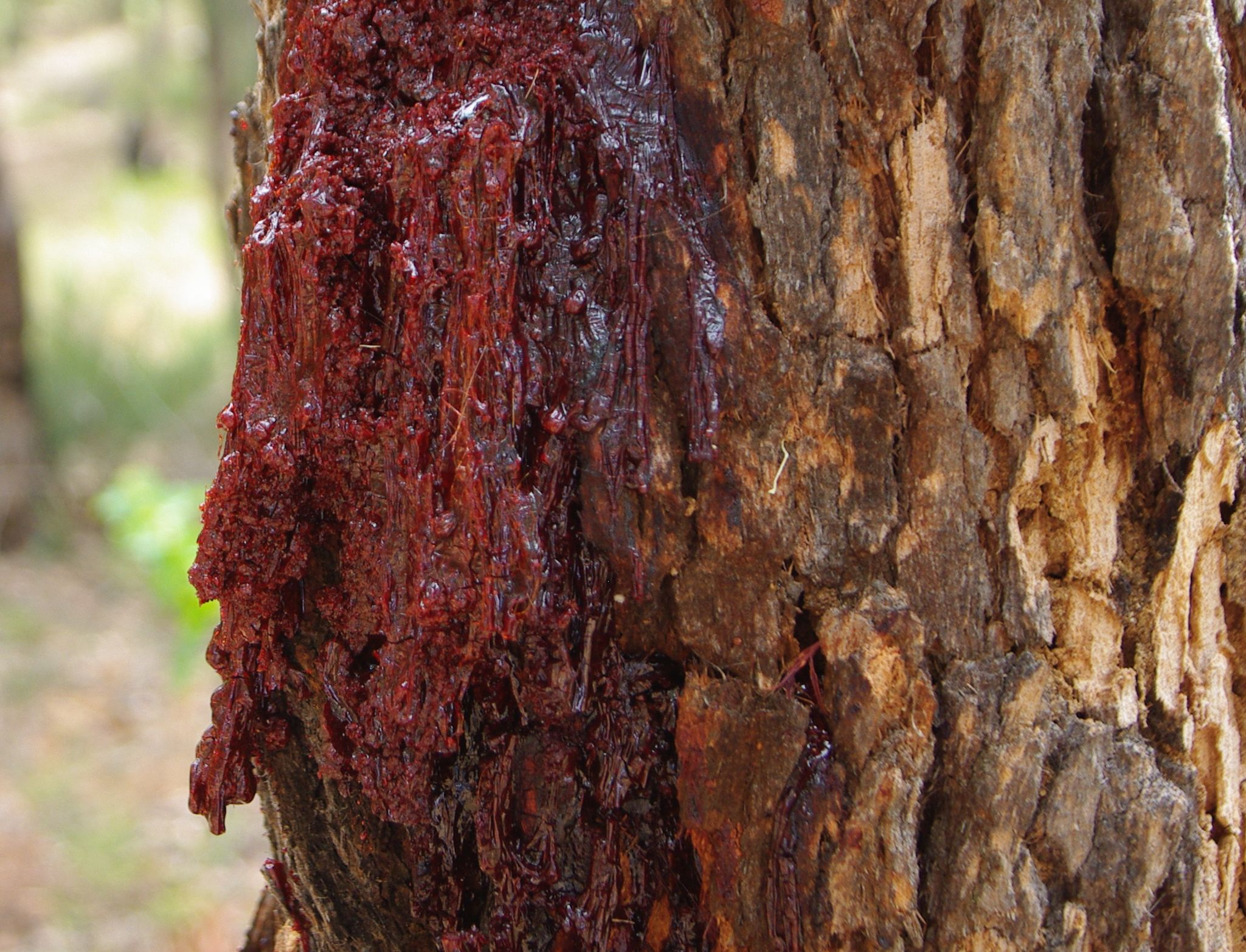
Stamm mit Borke und Kinoaustritt

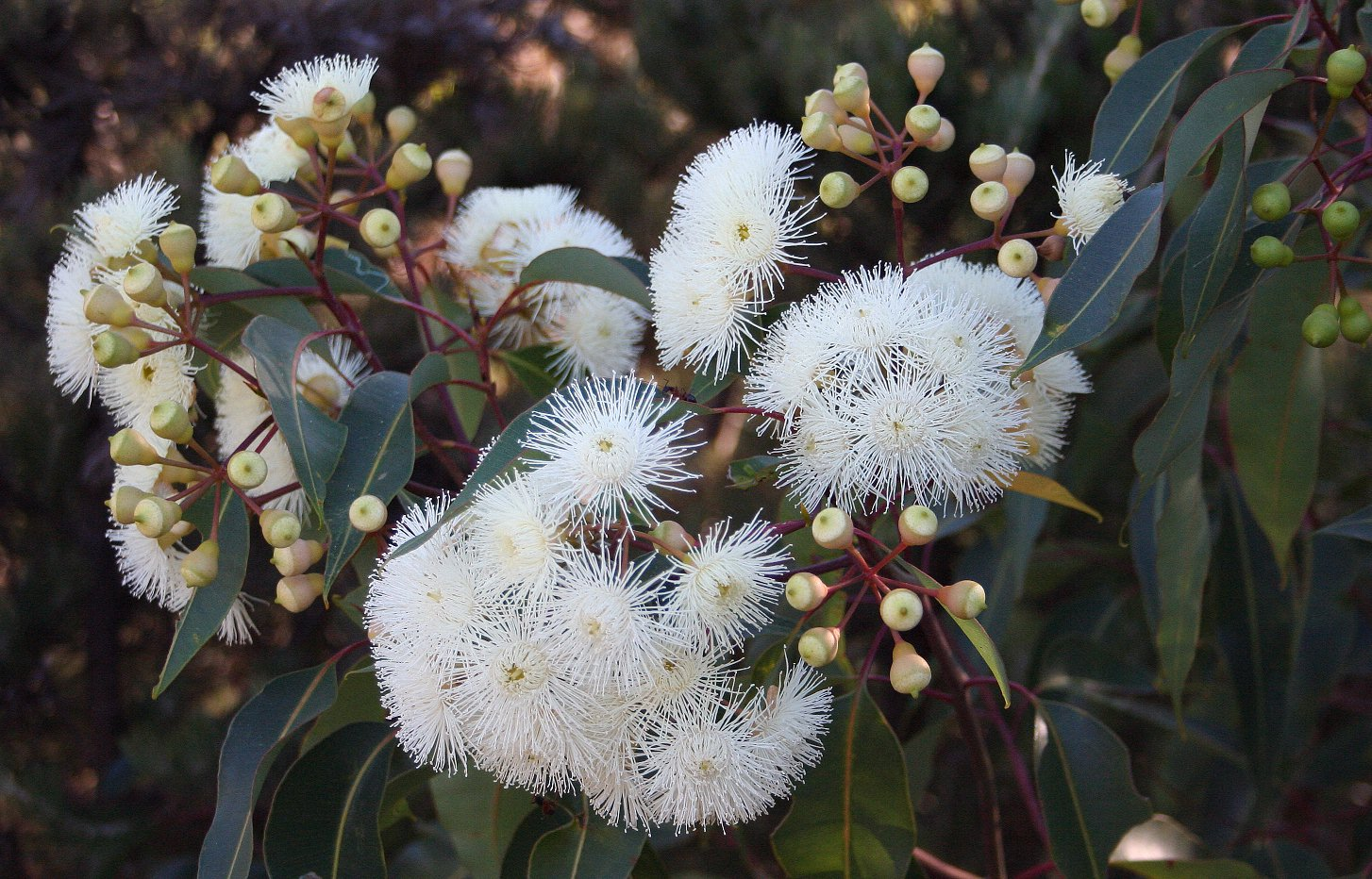
Laubblätter, Blütenknospen und Blütenstände

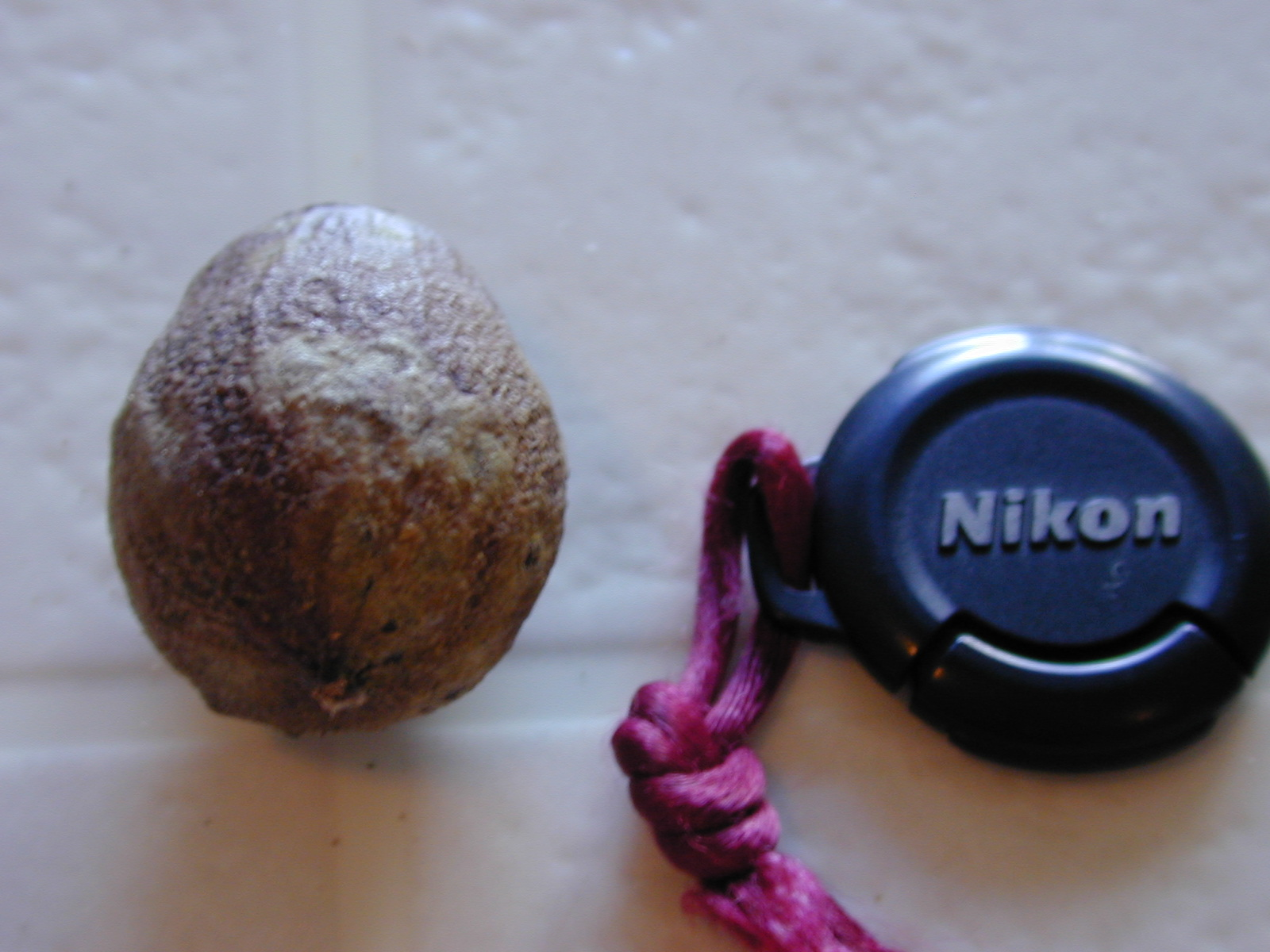
Frucht

### Erscheinungsbild und Blatt
Der Marribaum wächst als Baum, der Wuchshöhen von bis über 40 Meter, selten bis über 55 Meter, erreicht. Sehr selten findet man ihn als Mallee bis 5 Meter hoch. Die dicke Borke ist grau-braun bis rotbraun, rissig und schuppig sowie kurzfasrig und besitzt Drüsen. Im Mark sind Öldrüsen vorhanden. Der Stammdurchmesser erreicht über 2,5 Meter, selten bis zu 3,5 Meter.
Bei Corymbia calophylla liegt Heterophyllie bei den ganzrandigen Laubblättern vor. Die wechsel- bis gegenständigen Blätter an jungen Exemplaren sind unterseits heller und eiförmig, spitz und besitzen borstige einfache Haare und solche mit Drüsenhaaren. Die Blätter an mittelalten Pflanzen sind lanzettlich bis elliptisch, gerade und matt grün. Die jungen und mittelalterlichen Blätter sind leicht tellerförmig gestielt. Die wechselständigen und glänzend grünen, fast einfarbigen Laubblätter an erwachsenen Exemplaren sind relativ dick, lanzettlich bis eiförmig, -lanzettlich und zur Basis hin sich verjüngend oder gerundet mit spitzem bis zugespitztem oberen Ende. Sie haben Öldrüsen und sind 9 bis 15 cm lang und 2,5 bis 5,0 cm breit. Die im Querschnitt schmal abgeflachten oder kanalförmigen, teils roten Blattstiele sind 15 bis 30 mm lang. Die Seitennerven sind erhaben oder kaum erkennbar, stumpf und besitzen geringe Abstände. Der Mittelnerv ist ausgeprägt und durchgängig. Die Keimblätter (Kotyledonen) sind fast kreisförmig.

### Blütenstand und Blüte
Die Blütezeit reicht in Western Australia von Dezember oder Januar bis Mai. Endständig auf einem bei einem Durchmesser von bis zu 3 mm im Querschnitt schmal abgeflachten oder kantigen Blütenstandsschaft steht ein zusammengesetzter Blütenstand, der drei bis sieben, gestielte Blüten enthält.
Die keulenförmige Blütenknospe ist 7 bis 14 mm lang, 7 bis 10 mm breit und nicht blau-grün bemehlt oder bereift. Die Kelchblätter bilden eine Kalyptra, die bis zur Öffnung der Blüte (Anthese) vorhanden bleibt. Die Kalyptra ist konisch, schmaler als der Blütenbecher (Hypanthium) und so breit wie dieser. Blütenbecher und Kalyptra sind glatt. Die Blüten sind weiß, cremefarben oder rosa.

### Frucht und Samen
Die ei- oder urnenförmige, holzige und braune Kapselfrucht ist gestielt, 30 bis 50 mm lang und 25 bis 40 mm breit. Die Öffnung ist vertieft und die Fruchtfächer sind eingeschlossen.
Die flachen Samen sind seitlich eingedrückt, teils kahnförmig und matt schwarz. Das Hilum ist endständig.

## Vorkommen
Das natürliche Verbreitungsgebiet des Marribaums ist der Südwesten von Western Australia. Dort kommt er in den Regionen Great Southern, South West, Peel, Perth, Wheatbelt und im äußersten Westen von Mid West vor.
Der Marribaum gedeiht auf rotbraunen Lehmböden, orange-braunen, sandigen Lehmböden, grauen Sandböden auf Kalksteinbasis, Granit und Laterit. Er kommt in Ebenen, auf Hügeln, an Hängen und Felsstufen, in Feuchtgebieten auf Salzmarschen und entlang von Abwassergräben vor.

## Taxonomie
Die Erstveröffentlichung erfolgte 1841 durch John Lindley unter dem Namen (Basionym) Eucalyptus calophylla Lindl. in Edward’s Botanical Register, Volume 27 (Misc.), S. 72, No. 157. Das Typusmaterial weist die Beschriftung It is a native of Port Augusta of the South-west coast of New Holland, whence its seeds were sent to Capt. Jas. Mangles, R.N. by Mrs Molloy, (…) auf. Die Neukombination zu Corymbia calophylla (R.Br. ex Lindl.) K.D.Hill & L.A.S.Johnson erfolgte 1995 durch Kenneth D. Hill und Lawrence Alexander Sidney Johnson unter dem Titel Systematic studies in the eucalypts, 7. A revision of the bloodwoods, genus Corymbia (Myrtaceae) in Telopea, Volume 6 (2-3), S. 240.
Weitere Synonyme für Corymbia calophylla (R.Br. ex Lindl.) K.D.Hill & L.A.S.Johnson sind Eucalyptus calophylla var. maideniana Hochr., Eucalyptus calophylla  var. parviflora Blakely, Eucalyptus glaucophylla Hoffmanns., Eucalyptus splachnicarpa Hook. und Eucalyptus calophylla Lindl. var. calophylla.
Es gibt weder Unterarten noch Varietäten.